# Ángel Elías Romero
Ángel Elías Romero (Lima, 9 de agosto de 1990) es un futbolista peruano. Juega de defensa (aunque también puede hacerlo como centrocampista) y su equipo actual es Universidad César Vallejo de la Liga 2 de Perú.

## Trayectoria
Comenzó su carrera deportiva en el América Cochahuayco (equipo filial de Universitario de Deportes). A mediados de 2010 fue ascendido al primer equipo de la «U», debutando oficialmente en la primera división el 20 de noviembre en la victoria de los cremas por 1-0 sobre José Gálvez en condición de visitante. Formó parte del equipo de Universitario de Deportes sub-20 que conquistó la Copa Libertadores Sub-20 de 2011 realizada en el Perú.
Tras ocho años vistiendo la crema el 5 de enero del 2019 ficha por el F. B. C. Melgar con miras a la Copa Libertadores.
Para la temporada 2024, ficha por el UTC de Cajamarca.

## Estadísticas

### Clubes
| América Cochahuayco · Perú | 2.ª           | 2009          | 15  | 0 | -  | - | -  | - | 15  | 0 |
| América Cochahuayco · Perú | 2.ª           | 2010          | 8   | 0 | -  | - | -  | - | 8   | 0 |
| América Cochahuayco · Perú | Total club    | Total club    | 23  | 0 | 0  | 0 | 0  | 0 | 23  | 0 |
| Universitario de Deportes · Perú | 1.ª           | 2010          | 2   | 0 | 1  | 0 | -  | - | 3   | 0 |
| Universitario de Deportes · Perú | 1.ª           | 2011          | 6   | 0 | -  | - | -  | - | 6   | 0 |
| Universitario de Deportes · Perú | 1.ª           | 2012          | 3   | 0 | -  | - | -  | - | 3   | 0 |
| Universitario de Deportes · Perú | 1.ª           | 2013          | 28  | 0 | -  | - | -  | - | 28  | 0 |
| Universitario de Deportes · Perú | 1.ª           | 2014          | 22  | 1 | 7  | 0 | 4  | 0 | 33  | 1 |
| Universitario de Deportes · Perú | 1.ª           | 2015          | 13  | 0 | 6  | 0 | 4  | 1 | 23  | 1 |
| Universitario de Deportes · Perú | 1.ª           | 2016          | 35  | 2 | -  | - | 2  | 0 | 37  | 2 |
| Universitario de Deportes · Perú | 1.ª           | 2017          | 28  | 0 | -  | - | -  | - | 28  | 0 |
| Universitario de Deportes · Perú | 1.ª           | 2018          | 25  | 0 | -  | - | 2  | 0 | 27  | 0 |
| Universitario de Deportes · Perú | Total club    | Total club    | 162 | 3 | 14 | 0 | 12 | 1 | 188 | 4 |
| FBC Melgar · Perú | 1.ª           | 2019          | 21  | 0 | 3  | 0 | 9  | 1 | 33  | 1 |
| FBC Melgar · Perú | Total club    | Total club    | 21  | 0 | 3  | 0 | 9  | 1 | 33  | 1 |
| Deportivo Binacional · Perú | 1.ª           | 2020          | 16  | 0 | -  | - | 3  | 0 | 19  | 0 |
| Deportivo Binacional · Perú | 1.ª           | 2021          | 24  | 0 | 1  | 0 | -  | - | 25  | 0 |
| Cienciano · Perú | 1.ª           | 2022          | 27  | 0 | -  | - | 2  | 0 | 29  | 0 |
| Cienciano · Perú | Total club    | Total club    | 27  | 0 | 0  | 0 | 2  | 0 | 29  | 0 |
| Deportivo Binacional · Perú | 1.ª           | 2023          | 29  | 2 | -  | - | 1  | 0 | 30  | 2 |
| Deportivo Binacional · Perú | Total club    | Total club    | 69  | 2 | 1  | 0 | 4  | 0 | 74  | 2 |
| UTC de Cajamarca · Perú | 1.ª           | 2024          | 12  | 0 | -  | - | 0  | 0 | 12  | 0 |
| UTC de Cajamarca · Perú | Total club    | Total club    | 12  | 0 | 0  | 0 | 0  | 0 | 12  | 0 |
| Total carrera | Total carrera | Total carrera | 314 | 5 | 18 | 0 | 27 | 2 | 359 | 7 |
| (1) Incluye datos del Torneo del Inca y Copa Bicentenario. (2) Incluye datos de la Copa Sudamericana y Copa Libertadores. (3) No incluye goles en partidos amistosos. |               |               |     |   |    |   |    |   |     |   |

## Palmarés

### Torneos cortos
| Título          | Club                      | País | Año  |
| --------------- | ------------------------- | ---- | ---- |
| Torneo Apertura | Universitario de Deportes | Perú | 2016 |

### Campeonatos nacionales
| Título                    | Club                      | País | Año  |
| ------------------------- | ------------------------- | ---- | ---- |
| Primera División del Perú | Universitario de Deportes | Perú | 2013 |

### Copas internacionales
| Título                   | Club                      | País | Año  |
| ------------------------ | ------------------------- | ---- | ---- |
| Copa Crema               | Universitario de Deportes | Perú | 2011 |
| Copa Libertadores Sub-20 | Universitario de Deportes | Perú | 2011 |

### Distinciones individuales
| Distinción                                                                                         | Año  |
| -------------------------------------------------------------------------------------------------- | ---- |
| Incluido en el equipo ideal del Torneo Apertura de Perú según el portal periodístico DeChalaca.com | 2014 |